# Teddy (tecknad serie)
Teddy, svensk tecknad barnserie av Rune Andréasson. Serien är en föregångare till Bamse, med huvudfiguren Teddy som också var "världens starkaste björn" – dock utan att behöva äta dunderhonung. I serien figurerade även en sköldpadda vid namn Hasse Skalman och kanin som hette Lasse Skutt, föregångare till "Bamse"-seriens Skalman och Lille Skutt. Namnet "Teddy" återkom i Bamseserien 1982 då en av Bamses trillingar fick namnet.

## Historik
1948 beställde Bonnierförlaget Alga en serie med krav om en björn eller kanin i huvudrollen. Det blev Teddys äventyr, publicerad som engångspublikationen Algas Seriebok #10 (1950) och uppdelad som följetong i veckotidningen Hemmet och Familjen (1950–51). Serien är daterad 1949 och första kända publiceringen ägde rum i holländska Het kompas det året.
Teddy producerades även som strippserie (publicerad i Östgöta-Correspondenten med start 1 juli 1952). Teddys äventyr blev ett fast inslag i månatligt utgivna Tuff och Tuss (1953–58) och dess efterföljare Cirkus med Tuff och Tuss (nr 1–3/1959). Åren 1959–60 utkom Teddy som serietidning i strippformat en gång i veckan.